# Émile Gilioli
Émile Gilioli (* 10. Juni 1911 in Paris, Frankreich; † 19. Januar 1977 ebenda) war ein französischer Bildhauer und Designer italienischer Abstammung. Er gehört zu den bedeutenden Bildhauern der Abstrakten Kunst nach dem Zweiten Weltkrieg und war einer der wichtigsten Vertreter der Lyrischen Abstraktion in der französischen Skulptur.

## Leben
Émile Gilioli wurde als Kind einer italienischen Familie 1911 in Paris geboren, verbrachte aber seine Kindheit in Italien. Von 1928 an arbeitete er als Lehrling bei einem Schmied und nahm parallel an Abendkursen an der Schule für Dekorationskünste in Nizza teil. 1931 erhielt er ein Stipendium und begann ein Studium an der École nationale supérieure des beaux-arts de Paris. Er arbeitete 1937 an der Dekoration eines Pavillons auf der Weltausstellung 1937 in Paris mit. Émile Gilioli hatte seine erste Einzelausstellung 1941 in Grenoble.
In den 1940er Jahren schuf er Kirchenskulpturen und monumentale Denkmale für Gedenkstätten, vorwiegend im Département Isère und in der Region Rhône-Alpes. Dazu gehören das Denkmal in Voreppe von 1945, das Monument für die Deportierten im Département Isère von 1949 und das Monument der Märtyrer im Vercors-Massiv von 1951.
1945 zog er endgültig nach Paris und stellte als Teil der Gruppe der Galerie Denise René in den Salons Realité Nouvelle aus. Er wurde Gründungsmitglied des Salons de jeune Sculpture und Vizepräsident der von André Bloc geleiteten Gruppe. 1958 stellte er in der Galerie Louis Carré aus. Er erhielt 1957 den großen Skulpturenpreis der Stadt Carrara und 1958 den Preis für Tapisserie der Biennale von São Paulo 1958. 1959 erhielt er den Großen Preis für die Künste der Stadt Paris und war Teilnehmer der documenta 2 in Kassel in der Abteilung Plastik. Er nahm 1974 erfolgreich am Wettbewerb für die Gestaltung des Denkmals für Dag Hammarskjöld teil.
Drei wichtige Aspekte kennzeichnen sein künstlerisches Werk: der mediterrane Charakter seiner Kunst, die persönliche Konzeption einer organischen Skulptur und das Ziel, eine bewohnbare Skulptur zu realisieren. Das letztere verwirklichte er 1973 bei seinem wichtigsten Werk: dem Monument national à la Résistance du plateau des Glières, eingeweiht von André Malraux, auf dem Plateau des Glieres, das an die am 26. März 1944 in der dortigen Schlacht gefallenen Résistance-Kämpfer erinnert.
Sein Atelier in der Gemeinde Saint-Martin-de-la-Cluze kann besichtigt werden.